# 1014
Cette page concerne l'année 1014  du calendrier julien.
L'année 1014 est une année commune qui commence un vendredi.

## Événements
- 7 mai : mort du roi Bagrat III de Géorgie. Son fils Georges lui succède[1]. L'empereur byzantin Basile II reçoit une partie de l'Abkhazie.
- Octobre : dixième expédition de Mahmud de Ghazni en Inde (fin en mars 1015)[2]. Il prend Thanesar (en), tente sans succès de conquérir le Cachemire, puis détruit le temple de Mathurâ.

- Au Maghreb, Hammad Ibn Bologhine, fondateur de la dynastie berbère des Hammadides, se déclare indépendant des Zirides et reconnaît les califes abbassides de Bagdad au détriment des Fatimides[3].

- Début du règne de Rajendra Ier en Inde du Sud (fin en 1044). Il consolide l’œuvre de son père Rajaraja. Il attaque avec succès l’Orissa et le Bengale. Après deux expédition maritimes, il reçoit la soumission de Ceylan (1018), de Java, de Palembang et de la Malaisie (1024)[4].

### Europe

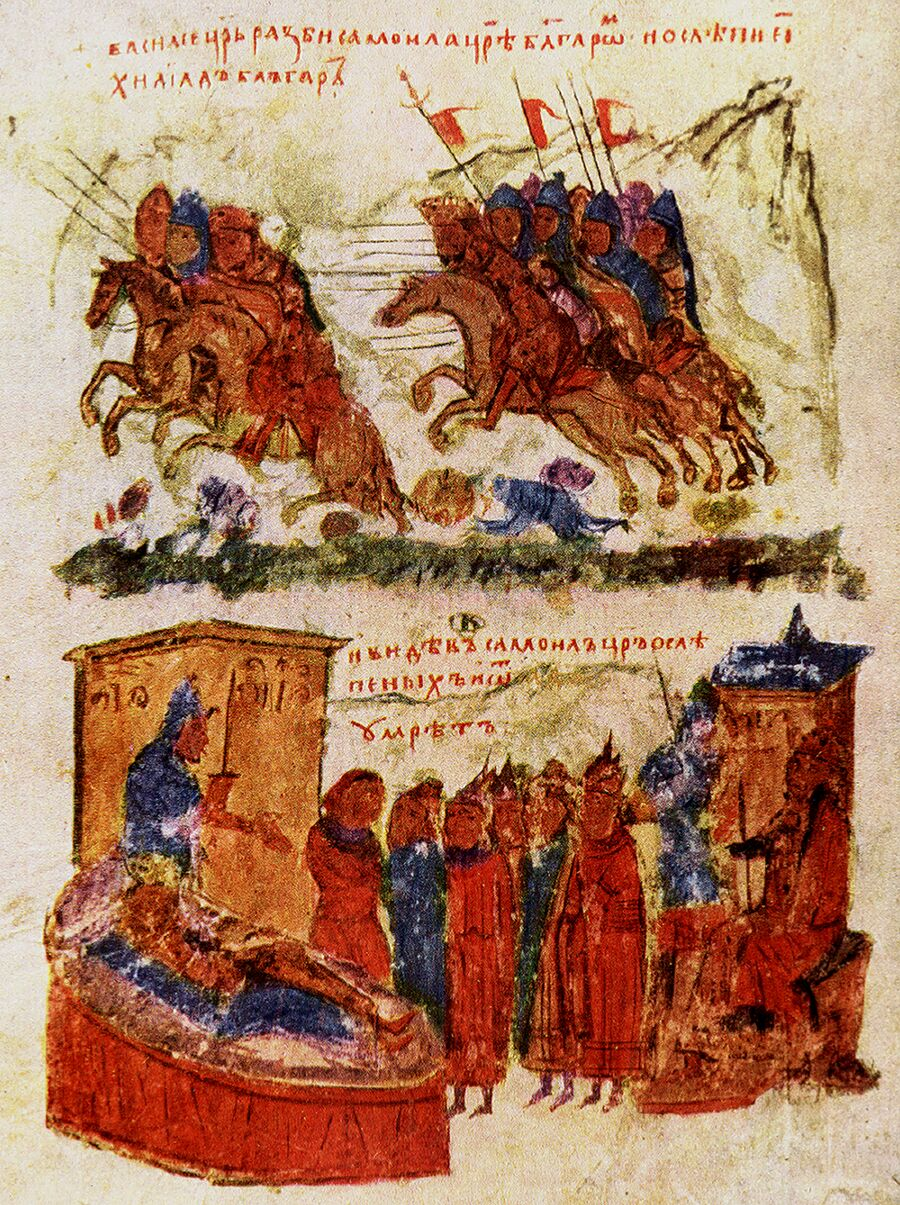
29 juillet : bataille de la Passe de Kleidion

- 3 février : le roi danois Sven à la Barbe fourchue meurt à Gainsborough. Son fils Knut lui succède sur le trône de Danemark et d'Angleterre. Les Grands du royaume d'Angleterre envoient une délégation en Normandie auprès d’Æthelred le Malavisé pour l’inviter à reprendre son trône. Appuyé par des mercenaires vikings, il contraint Knut à battre en retraite et à gagner le Danemark, après avoir fait couper mains, oreilles et nez aux otages qu’il s’était fait remettre[5].
- 14 février : Henri II de Germanie, après avoir récupéré le royaume d'Italie est sacré Rex Romanorum (roi des Romains) par le pape Benoît VIII à Rome. Sa femme Cunégonde de Luxembourg est sacrée à ses côtés[6].
- 23 avril : bataille de Clontarf. le roi Brian Boru met fin à la domination danoise en Irlande ; il est tué après le combat[7].
- 25 avril : Pâques. Knut est chassé d'Angleterre[8]. Il doit régler sa succession au Danemark où il bénéficie de l’alliance de son beau-frère, le jarl Eiríkr Hákonarson des Hladhir, époux de sa sœur Gydha, et de l’assistance de Thorkell hávi qui vient de repasser du côté des Danois.
- 29 juillet : victoire de Basile II à Stoumitza (Cimbalougou) sur les Bulgares à la bataille de la Passe de Kleidion. Les troupes de Nicéphore Xiphias font prisonnière l’armée bulgare. Samuel Ier de Bulgarie s’échappe : 15 000 prisonniers ont les yeux crevés et les mains coupées à l’exception de 150, qui sont éborgnés pour pouvoir guider les autres auprès du tsar Samuel, qui meurt de chagrin deux jours après. La Bulgarie passe sous domination byzantine[9].
- 28 septembre : inondation aux Pays-Bas[10].
- 6 octobre : mort de Samuel. Gabriel Radomir devient tsar de Bulgarie quelques jours après. Il poursuit la lutte contre Byzance (fin en 1015)[9].

- Rainier devient marquis de Toscane (fin en 1027)[11].
- Iaroslav, fils de Vladimir Ier et prince de Novgorod refuse de payer le tribut qu’il doit à l’État de Kiev[12].
- Prise du château de Dol par le Normand Olaf[13].